# Hôtel Bourdeau de Lajudie
L'hôtel Bourdeau de Lajudie est un hôtel particulier situé à Limoges dans le département de la Haute-Vienne en région Nouvelle-Aquitaine.

## Historique
Les façades et les toitures sur rue sont inscrites au titre des monuments historiques par arrêté du 15 juin 1977.